# فيك فانليان
 فيك فانليان  (1977-2017) مصمم لبناني من أصل أرمني أسس شركة التصميم الداخلي Vick Vanlian / V World. وقد اشتهر بشخصيته المتفائلة وتصميماته الداخلية الغريبة التي تتخطى الحدود.

## التعليم
تخرج فانليان بدرجة امتياز في عام 2000 في تخصص الهندسة المعمارية الداخلية من الجامعة الأمريكية في بيروت. خلال فترة تواجده في الجامعة، بدأ فانليان العمل في مشاريع التصميم في محلات الأثاث التابعة لوالده مما ساهم في تشكيل حياته المهنية في التصميم الداخلية.

## فلسفة التصميم
اتخذ فانليان في فلسفته التصميمية شعار «كن جريئًا! صمم بدون خوف»، وكان يستخدم أربعة من الحواس الخمسة: اللمس والرائحة والبصر والصوت، والتي كان يجد أنه جزء من تجربة مساحة معينة سواء في الديكورات الداخلية أو الهندسة المعمارية.
اشتهر فانليان باستعماله لمواد وأساليب مختلفة في تصميماته الغريبة، بالإضافة إلى عرضه الجريء للألوان والقوام والأنماط التي تجسدت بشكل كبير في الديكورات. كانت المواد التي استخدمها تشمل إطارات الدراجات والأنابيب والدواسات، إلى جانب الأشكال الهندسية وألوان البوب الجريئة والعناصر الكلاسيكية.

## المعارض
وفقا لمجلة Harper's Bazaar Interiors، كانت فانليان واحدًا من «أسرع الأسماء نمواً في التصميمات الداخلية في الشرق الأوسط»، وكانت أعماله تعرض في عروض التصميم الدولية ومنها ميلان وباريس.
أطلق فانليان مجموعته الأولى من الأثاث تحت اسم "V World" في عام 2012 في معرض Milan Furniture Fair. ويتم الآن عرض ما لا يقل عن أربعة إلى خمسة عناصر مرتين في السنة في المعرض.
استضاف فانليان أيضًا معارض دولية مختلفة في معرضه Vick Vanlian Boutique، بالإضافة إلى فنانين محليين ودوليين.

## الأعمال
كان أول مشروع لفانليان في سنته الجامعية الثانية وكان  شاليهًا في الجبال اللبنانية. بعد تخرجه بفترة قصيرة، صمم قصر جدة على مساحة تبلغ 800 متر مربع لأحد أفراد العائلة المالكة السعودية.
صمم فانليان تصميمات داخلية وأثاث خاص لأفراد العائلات الملكية في الشرق الأوسط ولمختلف مغنيي البوب في الشرق الأوسط بما فيهم هيفاء وهبي وراغب علامة.
من بين أعماله الأخرى، صمم فانليان طقم أرائك جلدية بتكلفة 350000 يورو لأحد المشاهير اللبنانيين وغرفة نوم خاصة.  في آذار من العام 2017، حصل تعاون بين فانليان وزهير مراد.  

## المتاجر

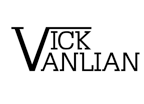
الشعار الرسمي

أسست عائلة فانليان العلامة التجارية التي تحمل اسمها لأول مرة في عام 1963 بواسطة فانليان فرير وجاليري فانليان.
في عام 2004، افتتح فانليان "Envy Interiors"، وهي شركة في الشرق الأوسط مصممة خصيصًا للديكورات الداخلية للعملاء التجاريين والعملاء بالتجزئة.
في 7 أيلول من العام 2012، افتتح فانليان متجرًا ومعرضًا تبلغ مساحته 170 مترًا مربعًا في منطقة الفنون في حي الصيفي، حيث يعرض فانليان فيها ويبيع تصميماته التجريبية ومجموعة حياته العصرية. تم إطلاق علامة «Vick Vanlian فيك فانليان» التجارية في معرض Milan Furniture Fair بدعم من شبكة من المهندسين المعماريين الداخليين ومهندسي الديكور الداخلي ومصممي المفاهيم ومديري المشاريع. وتعد علامة «Vick Vanlian فيك فانليان» اليوم واحدة من شركات التصميم الداخلي الرائدة في الشرق الأوسط والمعروفة بشعار«الجرأة في التصميم».
يحتوي البوتيك على "Black Room" وهي مساحة مخصصة للأثاث والاكسسوارات الخاصة بفانليان المصنوعة من قبل بعض أشهر الفنانين والعلامات التجارية في العالم.

## الملهمين
اشترى فانليان أحد أعمال  سلفادور دالي. بالإضافة إلى دالي، يعد تاكاشي موراكامي أحد الفنانين المفضلين لدى فانليان لأن هذا الفنان الياباني من وجهة نظره يجسد الثقافة الشعبية اليابانية. ومن بين مصمميه المفضلين المصمم المعماري الفرنسي فيليب ستارك والمصممون الأمريكيون تشارلز وراي إيمز، وكان يفضل ستارك بسبب تلاعبه بالأبعاد وإيمز لكونهم سابقين لوقتهم.  استوحى فانليان عمله أيضًا من عهد لويس الخامس عشر في القرن السادس عشر والفن الزخرفي في العشرينات من القرن العشرين وفترة الخمسينات والنظرة المستقبلية في الستينيات وفترة السبعينيات.
كما اتخذ من عمل بيير كاردان الطليعي في فترة الستينيات والسبعينيات كمصدر إلهام لأعماله.
واستوحى فانليان من الموضة مصدر إلهام لأعماله.

## العائلة
بعد فرارهم من الإبادة الجماعية للأرمن،  وجد والدا فانليان الأثرياء في السابق أنفسهم محرومين من ثرواتهم، واتخذوا من برج حمود موطنهم الجديد. بدأ والده في صنع الأسرة وكان ناجحًا للغاية في عمله هذا، وقام في وقت لاحق بإنشاء «معرض فانليان Vanlian Gallery». اليوم، لدى هذا المعرض ستة فروع، أحدها في منطقة الدورة وهي أكبر صالة عرض في الشرق الأوسط  تغطي مساحة 9000 متر مربع.
وُلد فانليان في عائلة من رواد صناعة الأثاث اللبنانيين، وحضر أول معرض للأثاث في ميلانو في سن العاشرة مع والده. وعاش فانليان بين بيروت ونيويورك ومونتريال.

## الوفاة
توفي فيك فانليان في بيروت في 11 أيلول عام  2017 بعد صراعه مع مرض السرطان.